# Iglesia de San Antonio (La Rua)

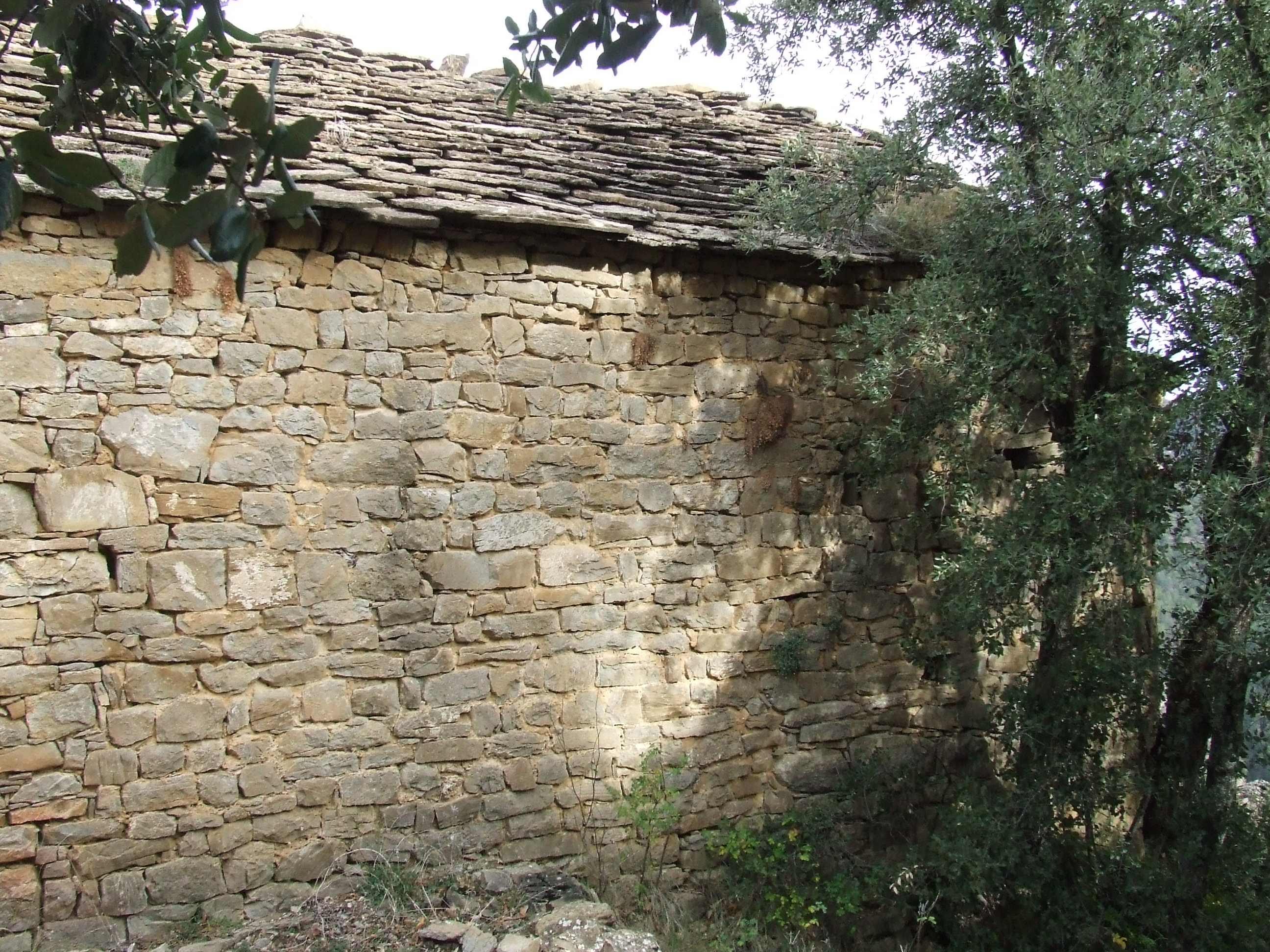
Muro exterior

La iglesia de San Antonio es un templo románico de la entidad de poblacióne La Rua, del municipio de Abella de la Conca, en la comarca del Pallars Jussá. Actualmente está abogada a san Antonio Abad, pero esta no es la dedicación original. Se cree que estaba dedicada a San Pedro, y que estaba vinculada a la Monasterio de Santa Cecília d'Elins.
Además, el hecho de que hasta recientemente la principal fiesta que se celebraba en el pueblo era la de la Santísima Trinidad, que es la advocación de la iglesia de Faidella, hacía que muchas personas creyeran que esa era la advocación de la iglesia de la Rua.
Es un edificio de una sola nave cubierta con bóveda de cañón. No tiene arcos torales, pero sí uno de presbiteral muy corto. La puerta está orientada a poniente, y también a poniente hay un campanario sencillo de espadaña, de un solo ojo. Una ventana de doble derrame centra el ábside.

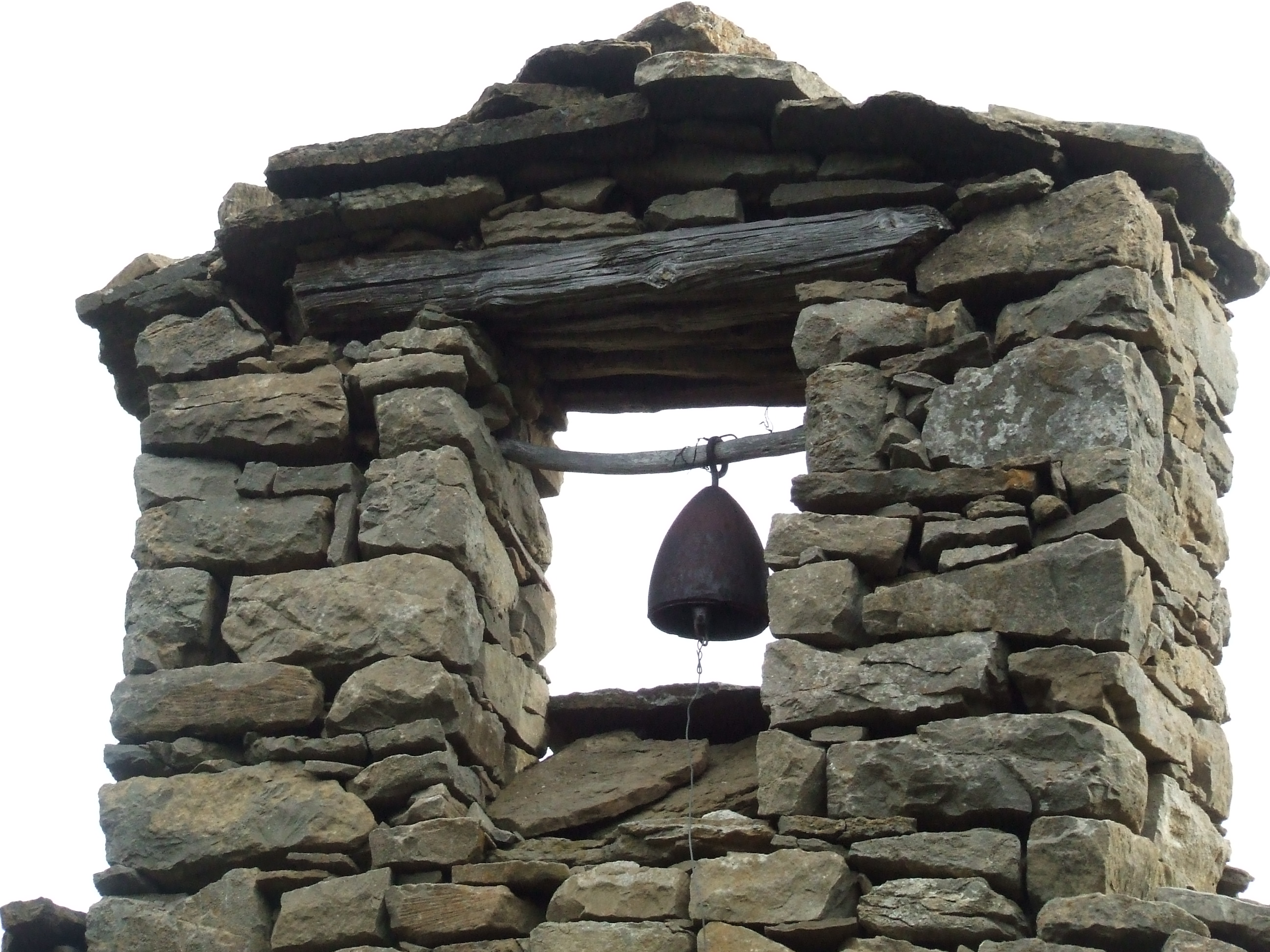
El obús-campana de la espadaña de la iglesia.

La única decoración esta en el ábside: unas arcadas lombardas bajo el alero del tejado, con lesenas que forman grupos de cuatro arquillos ciegos.
El aparato, del siglo XI, es de sillares bien ordenados, de piedra pómez en los lugares más relevantes, para formar un motivo decorativo.
La iglesia está situada encima del risco, y tiene un pequeño cementerio al lado. Una particularidad se encuentra en el campanario de espadaña: como en otras iglesias pallaresas, la campana está hecha a partir de la carcasa de un obús de la Guerra civil española.
No se han conservado documentos relevantes sobre este templo.